# Erika Gagnon (designer)
 (juillet 2019).
Pour les articles homonymes, voir Erika Gagnon et Gagnon.
Erika Gagnon est une artiste multimédia canadienne née à Montréal, Canada.

## Biographie
Erika Gagnon a obtenu un diplôme de baccalauréat en arts visuels avec spécialisation en design graphique à l'Université Concordia. Étant d'origine métissée combinant des racines canadiennes, japonaises et des premières nations, elle s'intéresse aux médecines traditionnelles et est devenue gardienne de la sagesse après avoir suivi les enseignements des anciens .
Erika Gagnon a été mariée à Corey Hart de 1990 à 1994[réf. souhaitée]. Elle a contribué à l'illustration de plusieurs pochettes d'albums du chanteur, notamment First Offense, Can't Help Falling in Love, In Your Soul et plusieurs autres. Elle a aussi été pendant plusieurs années la photographe principale et vidéaste qui a accompagné Corey Hart dans plusieurs productions vidéo. Elle a été en nomination au gala des Prix Junos en 1987 pour le meilleur graphisme pour un album pour la couverture de l'album Fields of Fire.

## Production artistique
Erika Gagnon utilise des médiums mixtes pour produire ses œuvres. En plus du design infographique, elle combine la photographie et la peinture dans ses productions.

## Expositions
- 2006 : Erika Gagnon pinturas y fotografias, La Galeria, exposition solo, San Cristobal de La Laguna, Tenerife, Espagne
- 2012 : Digital Art, Expressions/Center Street Gallery, exposition de groupe avec jury, Berkeley
- 2012 : 2012 Summer National Juried Exhibition, Marin Museum of Contemporary Art (en), exposition de groupe avec jury, Novato
- 2012 : 23rd Annual National & International Juried Exhibition, Viridian Artists Gallery, Choix du directeur, exposition de groupe avec jury, New York
- 2012 : Digital Mixed Media, Petaluma Arts Center, exposition de groupe avec jury, Petaluma
- 2012 : BCC Student Art Show, Berkeley City College, exposition de groupe avec jury, Berkeley
- 2012 : Civic Center Art Exhibition 2012, Martin Luther King Civic Center, (Juried Group Exhibition), Berkeley, Spring 2012–2013 Wonder, Berkeley Art Center, (Group Exhibition), Berkeley
- 2013 : Portals, Digital Arts Club, Berkeley City College, exposition de groupe avec jury, Berkeley
- 2013 : 9th Annual Juried Photography Exhibition, Viridian Artists Gallery, Choix du directeur, exposition de groupe avec jury, New York City
- 2013 : From Soil to Sun, La Peña Cultural Center (en), Digital Arts Club, exposition de groupe avec jury, Berkeley
- 2013 : Myths of your Life, O'Hanlon Center for the Arts, exposition de groupe avec jury, Mill Valley
- 2013 : Visions, La Peńa Cultural Center, exposition solo, Berkeley
- 2013 : NVAL International photography Show, North Valley Art League, exposition de groupe avec jury, Redding
- 2013 : Our Many Cultures, Expressions Gallery, exposition de groupe avec jury, Berkeley
- 2013 : 10th Annual Wabi-Sabi Exhibition, O'Hanlon Center for the Arts, exposition de groupe avec jury, Mill Valley
- 2013 : 2013 Summer National Juried Exhibition, Marin Museum of Contemporary Art (en), exposition de groupe avec jury, Novato
- 2013 : Spring 2013 International Exhibition, Professional Women Photographers, 2 mentions d'honneur, exposition de groupe avec jury, New York
- 2013 : Me, Myself and Eye, Flow Art Space, exposition de groupe avec jury, St. Paul
- 2013 : Mother Earth, Art Ascent magazine, mention d'honneur, exposition de groupe avec jury, Canada
- 2013 : Selected Works from the Digital Artists Collective, Bucci's, exposition de groupe avec jury, Emeryville
- 2013 : Our Many Cultures, Berkeley Planning Commission, exposition de groupe avec jury, Berkeley
- 2013 : The Best is Yet to Come, Expressions Gallery, exposition de groupe avec jury, Berkeley
- 2013 : 5th Annual Pollux Awards 2013, 3 œuvres choisies parmi les finalistes
- 2013 : Best of Photography 2013, Photographer's Forum Magazine
- 2013 : Julia Margaret Cameron Award, Worldwide Photography Gala Awards, finaliste
- 2014 : Civic Center Art Exhibition 2013, Martin Luther King Civic Center, exposition de groupe avec jury, Berkeley
- 2014 : Selected Works from the Digital Artists Collective, Jerry Adams Gallery, exposition de groupe avec jury, Berkeley
- 2014 : The Best is Yet to Come, Berkeley Planning Commission, exposition de groupe avec jury, Berkeley
- 2014 : Same / Different, New York Center for Photography, exposition de groupe avec jury - Troisième place
- 2014 : From Her, El Pueblo de Los Ángeles Historical Monument (en), exposition de groupe avec jury, Los Angeles
- 2014 : 2014 Statewide Photography Competition, Triton Museum, exposition de groupe avec jury, San Jose